# Xixiang ji
Xixiang ji, ou L'Histoire du pavillon d'Occident (chinois traditionnel 西廂記, chinois simplifié 西厢记, pinyin xīxiāngjì), est une pièce du dramaturge Wang Shifu, écrite aux environs de 1300. Elle appartient au genre zaju.

## Sources
L'Histoire du pavillon d'Occident est l'une des trois pièces connues de Wang Shifu. C'est aussi l'une des plus célèbres du répertoire du théâtre chinois. La trame en est inspirée de l'Histoire de Yingying, un conte de Yuan Zhen de l'époque Tang. Wang Shifu a substitué à la fin malheureuse de Yuan Zhen une fin heureuse, imitant ainsi une ballade chantée (zhugongdiao) du xiie siècle (dynastie Jin), de Dong Jieyuan, qui lui aussi s'inspirait du récit de Yuan Zhen. Une adaptation sous forme de guzici (autre type de ballade) avait déjà été faite avant le zhugongdiao.
Le plus ancien imprimé de la pièce date de 1498. Une centaine d'éditions en sont connues, attestant qu'elle était tout autant destinée à la lecture qu'à la représentation.

## Résumé
Le jeune lettré Zhang se rend à la capitale pour passer les examens impériaux. Il s'arrête en chemin dans un monastère, où il rencontre la jeune Cui Yingying, accompagnée de sa mère, et orpheline de père. Le monastère est attaqué par des brigands, leur chef voulant mettre la main sur la jeune fille. La mère de Yingying promet la main de sa fille à qui les sauvera. Zhang fait alors appel à l'un de ses amis, général, qui repousse les brigands. La mère qui avait auparavant déjà promis sa fille à un autre, refuse d'honorer sa promesse. Hongniang, servante de Yingying, s'arrange pour que les amants puissent se rencontrer en secret. La mère apprend le rendez-vous et donne son accord au mariage, à condition que Zhang réussisse les examens. Celui-ci les passe et est reçu, comme de juste, premier. Le premier fiancé essaye alors de faire croire que Zhang s'est marié à la capitale. Son mensonge éventé, il se suicide. Rien ne s'oppose dès lors au mariage de Zhang et Cui Yingying.

## Analyse
L'histoire est celle des amours de Cui Yingyin et du lettré Zhang, qui l'emportent sur les obstacles posés par les conventions ou l'intérêt. Alors qu'un zaju compte habituellement quatre actes (zhe), les vingt actes (c'est-à-dire cinq zaju d'affilée) de L'Histoire du pavillon d'Occident lui donnent une longueur exceptionnelle. Cette longueur et les parties vocales chantées par différents personnages dénotent peut-être une influence du théâtre du Sud, à moins que la pièce n'ait été retouchée. Les suites d'air sont principalement attribuées au mo, le principal personnage masculin (le lettré Zhang), au dan, le principal personnage féminin (Yingying), et au personnage de Hongniang, la servante.
Après avoir appartenu à la littérature lettrée (avec la version de Yuan Zhen), l'histoire entre dans la littérature populaire, sous la forme de ballade et de pièce de théâtre. Le récit des Tang témoigne qu'il existait une certaine liberté dans les mœurs à cette époque, en particulier dans le fait que les aventures avant le mariage ne semblaient pas anormales de la part des femmes. Avec le passage dans la littérature populaire, un certain nombre de changements dans le récit marque une influence du néoconfucianisme, dans un sens plus moralisant : Yingying ne cède à Zhang qu'après que la mère eut fait une promesse de mariage, la pièce se conclut par un mariage, etc. Les personnages ont perdu de leur intérêt psychologique, mais la beauté littéraire de la pièce les élève au rang de type : le jeune lettré amoureux, la jeune fille fidèle, la servante indispensable à la réussite de l'intrigue amoureuse se retrouvent par la suite dans quantité de pièces et de romans. En effet, malgré le caractère plus moral de l'œuvre, c'est, selon André Lévy, son « lyrisme qui n'a cessé de charmer des générations de jeunes lectrices et lecteurs ».

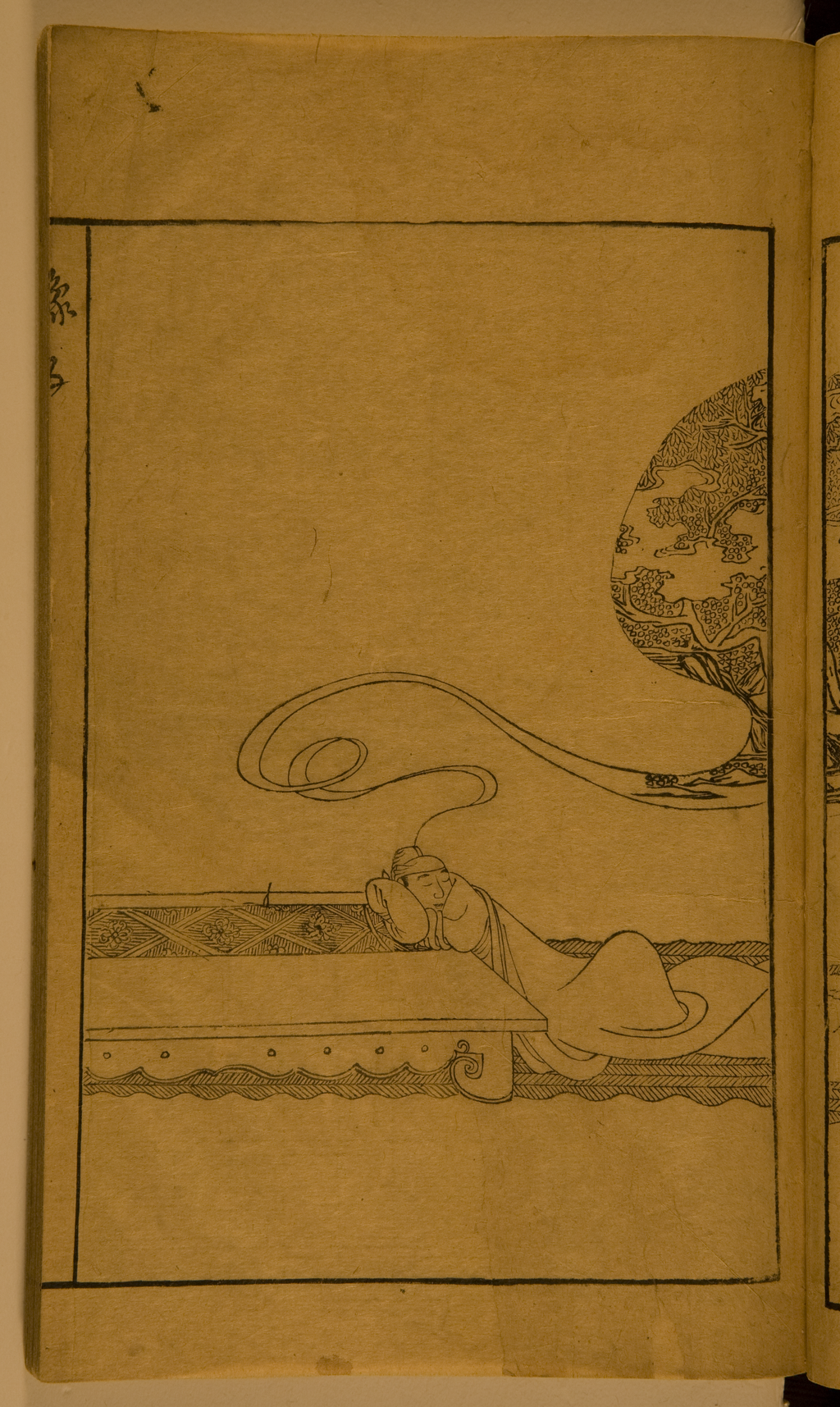
À l'auberge du Pont-aux-herbes...

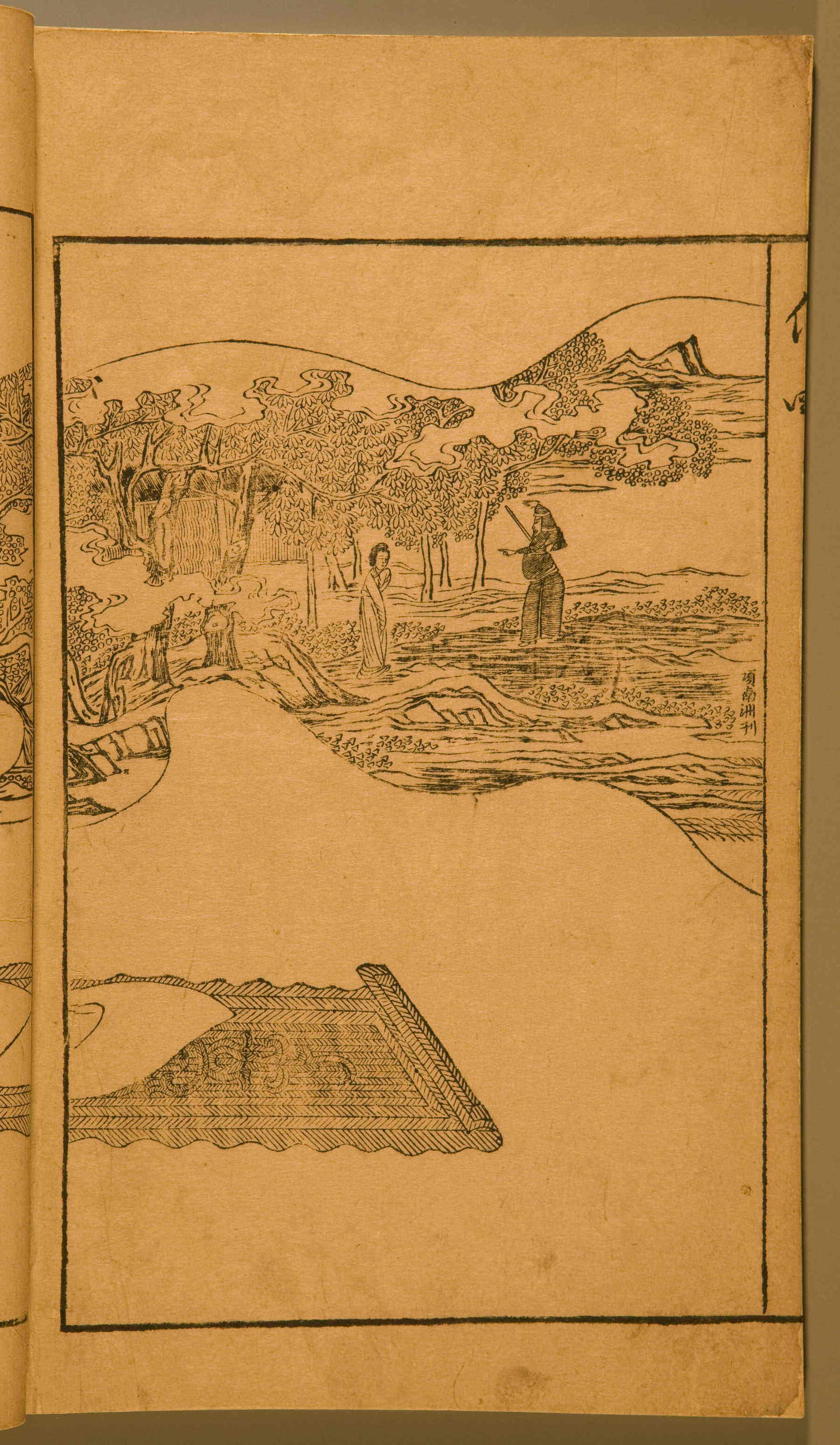
...il rêve de Yingying. (Illustrations de Chen Hongshou.)

Les éditions anciennes donnaient un titre à chacun des cinq zaju constituant l'ensemble :
1. — Zhang fait du raffut au monastère.
2. — Yingying l'écoute dans la nuit jouer du luth.
3. — Zhang tombe malade d'amour.
4. — À l'auberge du Pont-aux-herbes il rêve de Yingying.
5. — Zhang célèbre l'union.

Certains ont tôt contesté que la cinquième partie était de Wang Shifu, la jugeant de qualité inférieure aux quatre autres. Elle a même été parfois attribuée à Guan Hanqing. C'est la raison pour laquelle la traduction de Stanislas Julien, faite sur l'une de ces éditions ne comprenant que les quatre premières parties, ne contient que seize « actes » au lieu de vingt. Jin Shengtan (1610-1661) place la pièce au rang de ses « Six Œuvres de génie ».

## Éditions anciennes

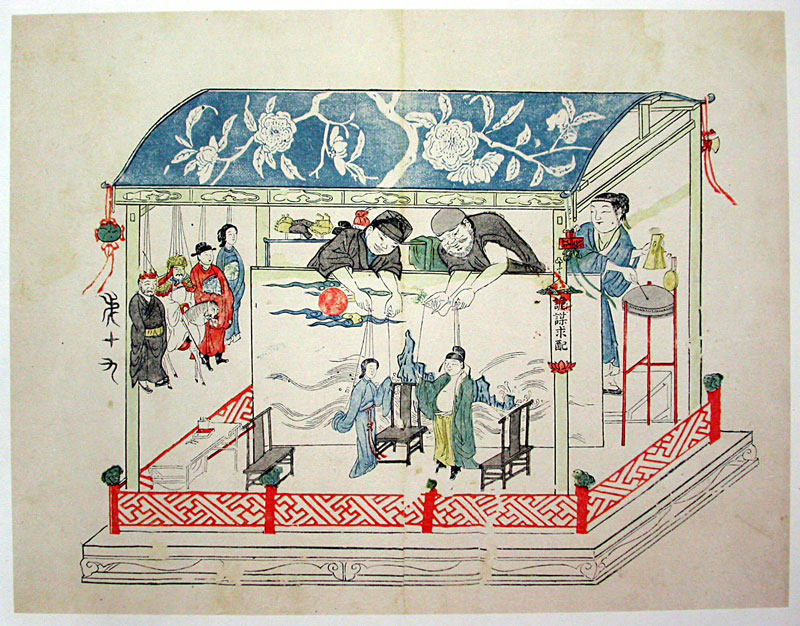
Mariage de Zhang et Yingying, représentés sous la forme de marionnettes. Édition de Min Qiji, 1640.

- Nouvelle édition annotée de l'Histoire de l'aile Ouest, éditée et annotée par Wang Jide (vers 1542–1623), 1614 (illustrations de Ru Wenshu (début XVIIe siècle), d'après les dessins de Qian Gu)[7].
- Édition secrète de L'aile nord-ouest, corrigée par M. Zhang Shenzhi, 1628-1644 (édition illustrée par Chen Hongshou). [lire en ligne]
- Histoire d'amour de la chambre ouest avec des commentaires critiques de Chen Meigong. [lire en ligne]
- Édition manuscrite d'Histoire d'amour de la chambre ouest, en langue mandchoue et chinoise, 1765. [lire en ligne]

## Traduction
- Si-siang-ki, ou l'Histoire du pavillon d'Occident (trad. Stanislas Julien), 1872-1880. [lire en ligne], sur archive.org ; réédition avec une préf. d'André Lévy, Histoire du pavillon d'Occident, 1997, Slatkine, coll. « Fleuron ».
  - Wang Shifu (trad. et intr. Rainier Lanselle), Le Pavillon de l'ouest, Paris, Les Belles Lettres, coll. Bibliothèque chinoise », 2015, LXXXII + 880 p. (édition bilingue français-chinois)  (ISBN 978-2-2511-0019-7).

## Adaptation
- cinéma :
  - La Rose de Pushui, de Li Minwei et Yao Hou, 1927[8].
  - L’Histoire de la chambre de l’Ouest, de Zhang Shichuan, avec Zhou Xuan, 1940[9].
- manhwa : Guo Guo (dessin) et Sun Jiayu (scénario), Le Pavillon de l'aile Ouest, 2007, éditions Xiao Pan.